# Монте Форте
Монте Форте је насеље у Италији у округу Сасари, региону Сардинија.
Према процени из 2011. у насељу је живело 148 становника. Насеље се налази на надморској висини од 109 м.